# 시드니 톨러

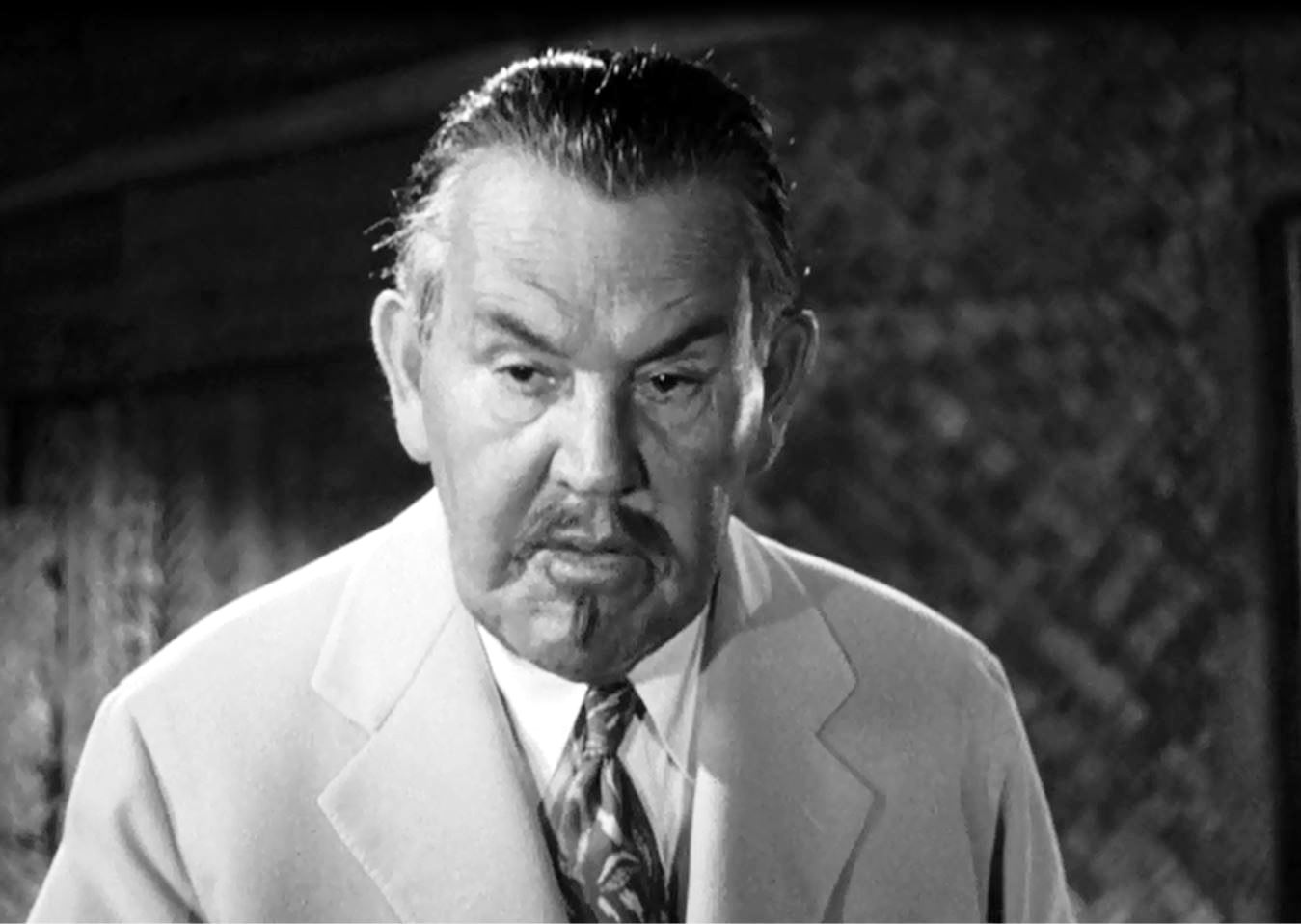

시드니 톨러(Sidney Toler, 1874년 4월 28일 ~ 1947년 2월 12일)는 미국의 각본가, 연극 배우, 영화배우, 극작가, 작가, 무대 연출가이다.
베벌리힐스에서 사망하였다. 사인은 대장암이다.

## 영화
- 엔터테인먼트 (1974년)
- 화이트 세비지 (1943년)
- 위험한 이웃 (1943년) - 호킨즈 형사 역
- 내가 왕이라면 (1938년)
- 기브 어스 디스 나잇 (1936년)
- 화려한 말괄량이 (1936년)
- 더 월드 체인지 (1933년)
- 정글의 왕 (1933년)
- 금발의 비너스 (1932년) - 윌슨 형사 역
- 브론디 오브 더 폴리스 (1932년)
- 마담 X (1929년)